# Hackney Diamonds
Hackney Diamonds es el álbum de estudio número 24 (británico) y 26 (estadounidense) de la banda de rock británica The Rolling Stones. Fue lanzado el 20 de octubre de 2023 por Geffen Records. Es el primer material de estudio con canciones originales de la banda desde A Bigger Bang de 2005 y la última contribución del baterista Charlie Watts, quien murió en agosto de 2021.Cuenta con la participación de varias estrellas invitadas como Elton John, Lady Gaga, Paul McCartney, Stevie Wonder y el ex bajista de los Stones, Bill Wyman.
El disco fue recibido de manera positiva por la prensa, y algunos críticos lo consideraron el álbum más fuerte de la banda en décadas. El lanzamiento fue promovido por los sencillos «Angry» y «Sweet Sounds of Heaven». El marketing del álbum incluyó campañas publicitarias y merchandising, como pop-ups de tiendas de moda de todo el mundo, así como promoción cruzada con varios equipos deportivos.
El álbum alcanzó el número uno en 20 países, entre ellos el Reino Unido, Austria, Australia, Grecia, Argentina, los Países Bajos y Alemania. Fue el decimocuarto álbum de los Stones en encabezar la lista de álbumes del Reino Unido, en su primera semana y de nuevo el 22 de diciembre de 2024, convirtiéndose en el primer álbum navideño de la banda en alcanzar el número uno. Fue certificado disco de oro en varios países y disco de platino en Austria, Francia y Alemania. Los Rolling Stones se embarcaron en el Hackney Diamonds Tour en apoyo del álbum en 2024. El álbum ganó el premio grammy al Mejor Álbum de Rock en la 67.ª edición de los Premios Grammy.

## Grabación
The Rolling Stones lanzaron un álbum de estudio por última vez en 2016 con el álbum de versiones de blues Blue & Lonesome, que comenzó con material nuevo grabado con Don Was pero se estancó. Algunos de los factores atenuantes señalados por el guitarrista Keith Richards fueron la falta de entusiasmo del vocalista Mick Jagger por hacer música nueva y el hecho de que Richards se viera obligado a adaptar su estilo de tocar debido a la artritis.El último álbum de material original de la banda fue A Bigger Bang en 2005, pero continuaron grabando pistas ocasionales, como «Doom and Gloom» y «One More Shot» del álbum compilatorio GRRR! en 2012, y el sencillo de 2020 «Living in a Ghost Town». Durante años estuvieron de gira, pero cuando se reunían como grupo era sólo para ensayar para futuras actuaciones, no para grabar.El grupo volvió a grabar sesiones para un nuevo álbum a partir de 2020, pero estas fueron interrumpidas por la pandemia de COVID-19. El trabajo de estudio durante 2021 dejó varias canciones terminadas, pero la banda perdió impulso y concentración en el estudio. Jagger se sintió frustrado por la lentitud del proceso de grabación y le propuso a Richards, una vez finalizada la gira en agosto de 2022, que eligieran el 14 de febrero de 2023 como fecha prevista para su nuevo álbum.Richards atribuye la muerte del baterista Charlie Watts en 2021 al impulso que le llevó a tomarse más en serio la idea de terminar un álbum.
A mediados de 2022, Paul McCartney le sugirió al guitarrista Ronnie Wood que el grupo buscara al productor Andrew Watt para continuar su álbum y Jagger estuvo de acuerdo, apreciando el enfoque de Watt para producir nueva música de actos de larga data.La banda invitó a Watt a verlos actuar en el Electric Lady Studios a finales de 2022 y se hizo cargo de la grabación en Henson Recording Studios en Los Ángeles en noviembre de ese año.  Otras grabaciones a finales de 2022 y principios de 2023 con Watt incluyeron a McCartney tocando el bajo en dos nuevas canciones de los Stones.En total la grabación principal duró unas cuatro semanas, seguidas de dos semanas de sobregrabaciones, y las voces de Jagger se grabaron por separado, sólo después de que el trabajo de guitarra estuviera terminado.En junio de 2023, el exbajista Bill Wyman anunció que había grabado para la banda por primera vez en 30 años.También se incluyeron grabaciones adicionales con Elton John. Estas grabaciones de los Stones incluyen el último trabajo de Charlie Watts antes de su muerte, y el primero con el baterista Steve Jordan.La grabación final para el álbum comenzó en diciembre de 2022, con 23 pistas totales terminadas en enero de 2023 y la mezcla hecha a finales de febrero o principios de marzo.  Al final, la banda tenía suficiente material para un nuevo álbum, que el vocalista Mick Jagger estimó que estaba hecha en un 75% en el momento en que Hackney Diamonds fue lanzado.  El proceso de grabación incluyó múltiples estudios en todo el mundo, el cual fue capturado por un equipo documental para el especial de televisión The Stones: Still Rolling.
Las noticias han indicado que el nombre del álbum es la jerga londinense para referirse a los cristales rotos que quedan después de que los ladrones han roto una ventana para entrar, Hackney es una zona del centro de Londres históricamente asociada con una alta tasa de criminalidad. Por su parte Richards dice que se refiere a los cristales rotos que quedan por la mañana después de "una buena noche de sábado que salió mal".
Se dice que Darryl Jones, bajista de los Stones durante muchos años, trabajó en estas sesiones, pero no aparece en el álbum final, lo que convierte a Hackney Diamonds en el primer álbum desde Voodoo Lounge, de 1994, que no cuenta con ninguna contribución suya grabada.

## Promoción y lanzamiento
Hackney Diamonds fue promocionado con una amplia campaña publicitaria a nivel mundial coordinada por Universal Music Enterprises en Londres.El 17 de agosto de 2023, apareció un anuncio en Hackney Gazette que insinuaba el álbum, hacía referencia a varios títulos de canciones de The Rolling Stones y mostraba el logotipo de lengua del grupo. El 22 de agosto, los perfiles de las redes sociales publicaron una nueva obra de arte de Paulina Almira, y Universal Music Group estrenó un sitio web para promocionar el lanzamiento, en el que aparecía una cuenta regresiva y se solicitaban preguntas para la banda.El grupo publicó enlaces a este sitio en sus cuentas oficiales de redes sociales el 29 de agosto y mostró fotos de su reconocido logotipo proyectado en varios monumentos alrededor todo el mundo.Estas proyecciones continuaron hasta el 2 de septiembre, cuando la banda presentó un breve fragmento de «Angry» en un nuevo sitio web, dontgetangrywithme.com, que experimentó inestabilidad y errores frecuentes.
El 4 de septiembre, el álbum fue anunciado oficialmente, así como los planes para un livestream con el presentador de televisión Jimmy Fallon donde se revelaría más información y se estrenaría el sencillo principal. El 6 de septiembre, la retransmisión en directo se emitió en el canal oficial de YouTube de los Rolling Stones mientras se grababa en el Hackney Empire Theatre de Londres. Fallon entrevistó a la banda, que reveló la lista de canciones del álbum y su fecha de lanzamiento, además de aludir a varios músicos invitados, y respondió a las preguntas enviadas por los fans. El vídeo musical de «Angry» se estrenó tras concluir la entrevista, y en él aparece la actriz Sydney Sweeney siendo conducida por Los Ángeles en un descapotable rojo, con los miembros de la banda cantándole desde grandes vallas publicitarias a lo largo del camino.
«Sweet Sounds of Heaven», con Lady Gaga, fue anunciado por la banda a través de un post de Instagram el 25 de septiembre de 2023, en el que se reproducía un breve fragmento de la canción y se revelaba su fecha de lanzamiento; el sencillo salió a la venta tres días después. A principios de octubre, se anunció una línea de moda diseñada por Paul Smith que promocionaría el álbum, y se abrieron tiendas en Londres y Tokio para vender merchandising de los Rolling Stones antes del álbum. El sencillo «Mess It Up» también salió a la venta en octubre.
Poco después del anuncio en el periódico que implicaba el lanzamiento de este álbum, doce canciones fueron registradas en la American Society of Composers, Authors and Publishers bajo el nombre de Jagger-Richards, con algunas pistas coescritas por Andrew Watt: La lista final de canciones se publicó el 6 de septiembre e incluye «Rolling Stone Blues», una canción de Muddy Waters que le dio su nombre a la banda; la cual nunca la habían versionado antes en un lanzamiento.fue la única grabación para este álbum grabada en cinta. También fue una de las canciones con las que Jagger y Richards estrecharon lazos cuando conectaron de jóvenes, cuando Richards vio a Jagger llevando una copia de The Best of Muddy Waters en un tren.
El arte de la portada del LP en vinilo de edición limitada tiene una masa de globos oculares y lenguas, y una edición exclusiva para minoristas tiene el corazón de diamante agrietado rodeado de extremidades rojas. Se hicieron portadas adicionales para cada equipo de la Major League Baseball, con el logotipo de la lengua y los labios en los colores de cada equipo  y una edición limitada de KidSuper con el logotipo de los labios con huellas dactilares rojas alrededor. El día antes del lanzamiento del álbum, el FC Barcelona anunció una equitación diseñada para promocionarlo.
A medida que se acercaba la fecha del lanzamiento, la banda comenzó a ensayar para una gira de apoyo, para realizarse en el 2024 y planteó la posibilidad de usar avatares de realidad virtual para futuras actuaciones. Si bien no se anunciaron fechas de la gira en el momento del lanzamiento del álbum, la banda tocó una selección de siete canciones el 19 de octubre de 2023 en el Racket (también conocido como Highline Ballroom) con capacidad para 650 personas en la ciudad de Nueva York con Lady Gaga mientras hacían apariciones promocionales en televisión. 
El 15 de diciembre de 2023, The Rolling Stones publicó a través de Polydor una edición en directo ampliada de Hackney Diamonds. La edición limitada de 2 CD incluye el álbum estándar en el CD 1 junto con Live at Racket, NYC en el CD 2, que incluye los siete temas que la banda tocó en el evento de lanzamiento el 19 de octubre de 2023 en el Racket de Nueva York, incluidas las primeras interpretaciones en directo de «Angry», «Bite My Head Off», «Whole Wide World» y «Sweet Sounds of Heaven» (esta última canción con Lady Gaga). También se incluye un libreto de 24 páginas con fotos de la actuación realizadas por Kevin Mazur. 

## Recepción de la crítica
Antes de su anuncio, Will Hodgkinson, crítico jefe de rock y pop de The Times, recibió acceso anticipado al disco completo. Hodgkinson señaló que Hackney Diamonds «suena como un resumen de todas las cosas que hacen grandes a los Stones» y es «sin duda el mejor álbum de los Stones desde Some Girls».

## Listado de pistas
Todas las canciones escritas y compuestas por Jagger-Richards, excepto donde se indique. 
| N.º | Título                                           | Duración |  |
| 1.  | «Angry» (Jagger/Richards/Andrew Watt)            | 3:46     |  |
| 2.  | «Get Close» (Jagger/Richards/Andrew Watt)        | 4:10     |  |
| 3.  | «Depending On You» (Jagger/Richards/Andrew Watt) | 4:03     |  |
| 4.  | «Bite My Head Off»                               | 3:31     |  |
| 5.  | «Whole Wide World»                               | 3:58     |  |
| 6.  | «Dreamy Skies»                                   | 4:38     |  |
| 7.  | «Mess It Up»                                     | 4:03     |  |
| 8.  | «Live by the Sword»                              | 3:59     |  |
| 9.  | «Driving Me Too Hard»                            | 3:16     |  |
| 10. | «Tell Me Straight»                               | 2:56     |  |
| 11. | «Sweet Sounds of Heaven»                         | 7:22     |  |
| 12. | «Rolling Stone Blues» (McKinley Morganfield)     | 2:41     |  |

## Personal
The Rolling Stones
- Mick Jagger: voz, guitarras y percusión.
- Keith Richards: guitarras, bajo y voz en «Tell Me Straight».[54]
- Ronnie Wood: guitarras.
- Charlie Watts: batería en «Live by the Sword» y «Mess It Up».[55]
- Bill Wyman: bajo en «Live by the Sword».

Personal adicional
- Darryl Jones: bajo.
- Steve Jordan: batería.
- Matt Clifford: teclados, piano y Wurlitzer.
- Paul McCartney: bajo en «Bite My Head Off».
- Elton John: piano en «Get Close» y «Live by the Sword».[44]
- Lady Gaga: voz en «Sweet Sounds of Heaven».[55]
- Stevie Wonder: teclados y piano en «Sweet Sounds of Heaven».[54]
- Benmont Tench: teclados y órgano en «Depending on You».
- James King: saxofón en «Get Close» y «Sweet Sounds of Heaven».
- Ron Blake: trompeta en «Get Close» y «Sweet Sounds of Heaven».
- David Campbell: arreglo de cuerdas.
- Karlos Edwards: percusión.
- Don Was: percusión en «Live by the Sword».
- Andrew Watt: bajo, guitarra, percusión, teclados, coros y arreglo de cuerdas.

Técnica y diseño
- Don Was: producción.
- Andrew Watt: producción.
- Matt Colton: mezcla.
- Serban Ghenea: mezcla.
- Studio Fury: dirección artística.
- Paulina Almira: ilustración.

## Posicionamiento
| Gráfica (2023)                          | Pico de posición |
| --------------------------------------- | ---------------- |
| Alemania (Offizielle Top 100)           | 1                |
| Argentina (CAPIF)                       | 1                |
| Australia (ARIA Charts)                 | 1                |
| Austria (Ö3 Austria Top 40)             | 1                |
| Bélgica (Flandes) (Ultratop 200 Albums) | 1                |
| Bélgica (Valonia) (Ultratop 200 Albums) | 1                |
| Canadá (Billboard Canadian Albums)      | 8                |
| Croacia (HDU)                           | 1                |
| Dinamarca (Hitlisten)                   | 1                |
| Escocia (Scottish Albums Chart)         | 1                |
| España (PROMUSICAE)                     | 2                |
| Estados Unidos (Billboard 200)          | 3                |
| Finlandia (Suomen virallinen lista)     | 3                |
| Grecia (IFPI Greece)                    | 2                |
| Irlanda (Irish Albums Chart)            | 1                |
| Italia (FIMI)                           | 2                |
| Japón (Billboard Japan Hot Albums)      | 4                |
| Japón (Oricon Albums Chart)             | 6                |
| Japón (Oricon Digital Albums Chart)     | 3                |
| Lituania (AGATA)                        | 68               |
| Noruega (VG-lista)                      | 1                |
| Nueva Zelanda (Recorded Music NZ)       | 1                |
| Países Bajos (Album Top 100)            | 1                |
| Polonia (ZPAV)                          | 3                |
| Portugal (AFP)                          | 1                |
| Reino Unido (UK Albums Chart)           | 1                |
| República Checa (ČNS IFPI)              | 2                |
| Suecia (Sverigetopplistan)              | 1                |
| Suiza (Schweizer Hitparade)             | 1                |

## Certificaciones y ventas
| País                   | Certificación | Ventas   |
| ---------------------- | ------------- | -------- |
| Alemania (BVMI)        | Platino       | 150.000^ |
| Austria (IFPI Austria) | Platino       | 15.000^  |
| Francia (SNEP)         | Platino       | 100.000^ |
| Italia (FIMI)          | Oro           | 25.000^  |
| Países Bajos (NVPI)    | Platino       | 372.00^  |
| Polonia (ZPAV)         | Oro           | 10,000^  |
| Reino Unido (BPI)      | Oro           | 100.000^ |
| Suiza (IFPI)           | Oro           | 10,000^  |

Nota: ^ Cifras de ventas basadas únicamente en la certificación